# Ceraunius Fossae
Ceraunius Fossae és una estructura geològica del tipus fossa a la superfície de Mart, situada amb el sistema de coordenades planetocèntriques a 38.12 ° de latitud N i 255.74 ° de longitud E. Fa 1.166,63 km de diàmetre. El nom va ser fet oficial per la UAI l'any 1973 i pren el nom d'una característica d'albedo.